# Gunnleifur Gunnleifsson
Gunnleifur Vignir Gunnleifsson (Reykjavík, 14 luglio 1975) è un allenatore di calcio ed ex calciatore islandese, di ruolo portiere, preparatore dei portieri del Breiðablik Kópavogur.

## Palmarès

### Club

#### Competizioni nazionali
- Campionato islandese: 1

FH Hafnarfjarðar: 2012
- Coppa d'Islanda: 1

FH Hafnarfjarðar : 2010
- Coppa del Liechtenstein: 1

Vaduz: 2008-2009